# Lassi
 Lassi é uma bebida tradicional popular baseada no Dahi (iogurte) originada no subcontinente indiano . Lassi é uma mistura de iogurte, água, especiarias e, às vezes, frutas.

## Tipos e Variações

### Lassi Tradicional
O Lassi tradicional é feito misturando Dahi (iogurte) com água e frutas, ou sementes.

### Lassi Namkeen (Salgado)
Lassi namkeen (ou salgada) é a forma de lassi mais comum no subcontinente indiano . É preparado misturando dahi (iogurte) com água com adição de sal. A bebida resultante é conhecida como lassi salgado. 

### Lassi Doce
O lassi doce é uma forma de lassi aromatizada com açúcar, água de rosas ou limão, morango ou outros sucos de frutas. Os lassis de Açafrão são uma especialidade do Rajastão e Guzerate na Índia e em Sindh . Makkhaniya lassi é simplesmente lassi com pedaços de manteiga ( makkhan é a palavra Gujarati, Urdu, Hindi, Sindi e Punjabi para manteiga). Geralmente é cremoso como um milkshake. 

### Lassi de Manga
O lassi de manga é feito de iogurte, leite e polpa de manga. Pode ser feito com ou sem adição de açúcar. Em várias partes do Canadá, o lassi de manga é uma bebida gelada que consiste em polpa de manga cesariana adoçada misturada com iogurte, creme ou sorvete. É servido em um copo alto com um canudo, geralmente com pistache moído por cima. 

### Lassi Bhang

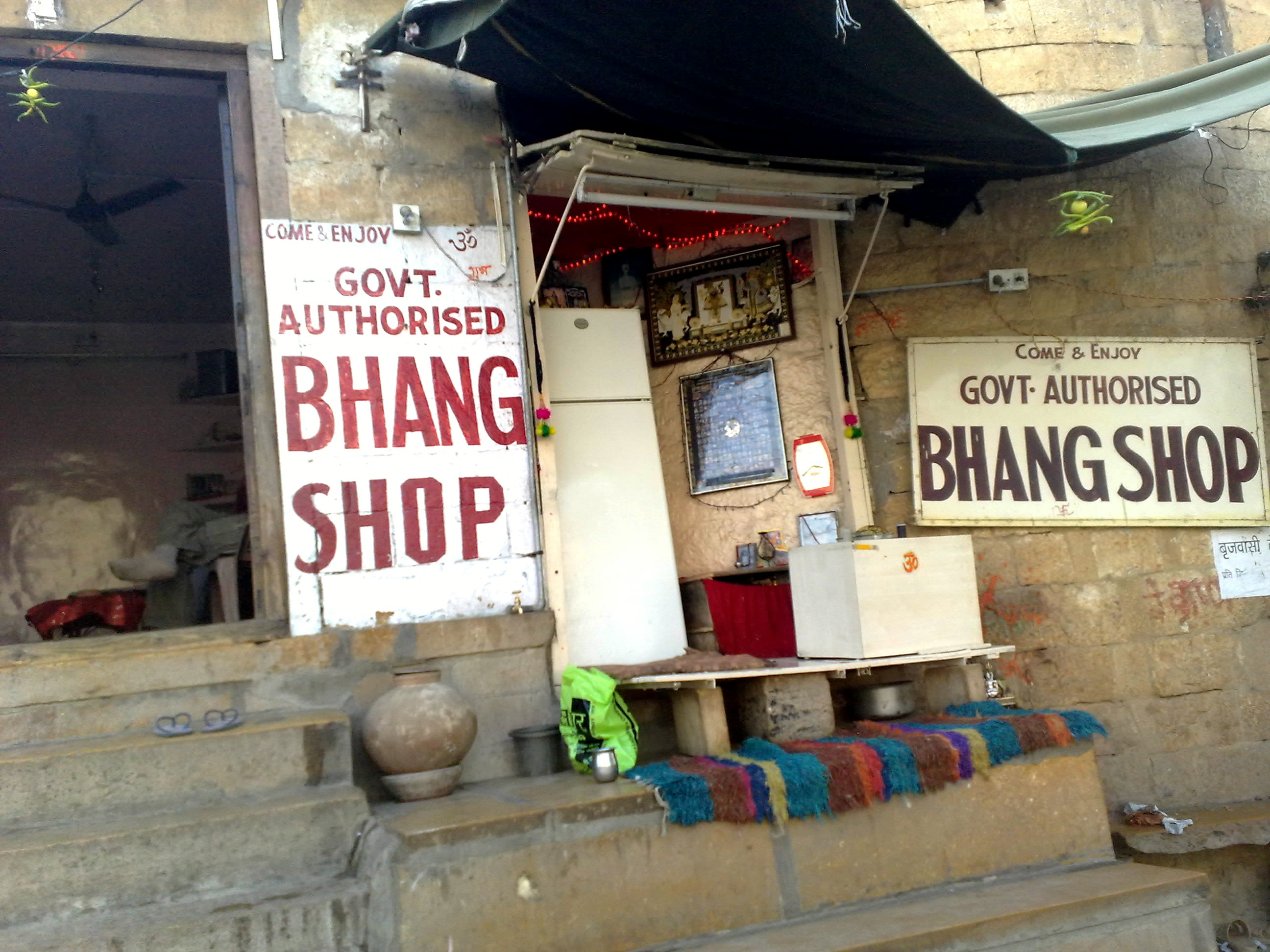
Uma loja de Lassi Bhang em Jaisalmer, Rajastão

Bhang lassi é uma bebida com infusão de cannabis que contém bhang, um derivado líquido da cannabis, que tem efeitos semelhantes a outras formas de cannabis consumidas .  É legal em muitas partes da Índia e vendido principalmente durante o Holi, quando pakoras que contêm bhang também são comidas às vezes.

## Referências culturais

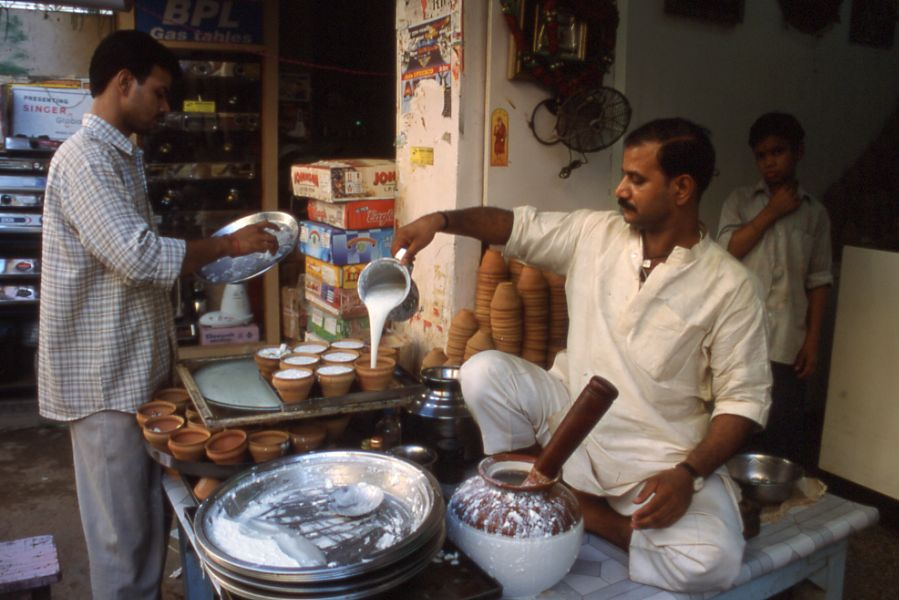
Uma loja de lassi em Uttar Pradesh, Índia